# Manuel Machado
Manuel António Marques Machado (4 de Dezembro de 1955, Guimarães) é um treinador de futebol português, actualmente a treinar o Nacional da Madeira.
Manuel Machado é conhecido pelo seu estilo pragmático, privilegiando antes o resultado do que propriamente o espectáculo. Todavia, o seu método de trabalho alicerçado na perseverança e na tranquilidade permitiram-no alcançar feitos importantes na carreira. 
No final da época 2007/2008, em que treinou Académica e Sporting de Braga, e em nenhuma das equipas ficou até ao final de contrato, Manuel Machado assinou pelo Nacional da Madeira. 
A 27 de Maio de 2017 tornou-se o novo treinador do Moreirense Futebol Clube, casa onde já passou e obteve os titulos de campeão da 2ª Divisão B e o Campeonato da 2ª Liga e obteve a maior classificação de sempre do Moreirense o 8º lugar no Campeonato do escalão principal do Futebol Português. Contudo, ao fim de 10 jornadas, sem bons resultados, cessou o contrato por mútuo acordo, saindo a 29 de Outubro de 2017.
Na época de 2020/2021 treina o Berço Sport Club.

## Feitos históricos
- Qualificação do Vitória de Guimarães (2004-2005 e 2010-2011), Nacional da Madeira (2005-2006 e 2008-2009) para a, então, designada Taça UEFA e, actual, Liga Europa;
- 1 Campeonato 2ª Divisão B;
- 1 Campeonato da 2ª Liga;
- Conseguiu descer 2 equipas na mesma época (2016-2017): Nacional e Arouca;

## Vida pessoal
Em novembro de 2009, foi sujeito a uma intervenção cirúrgica, uma lipoaspiração ao abdómen, num hospital do Porto. Passados alguns dias sentiu-se fisicamente mal e deu entrada nos serviços de urgência do Centro Hospital do Funchal com sintomas de septicemia, uma infecção generalizada no organismo que lhe podia ter custado a vida. Perante a gravidade da situação foi sujeito a uma segunda cirurgia no Funchal, uma intervenção de risco. Em 9 de Dezembro de 2009, teve alta hospitalar.
O médico que o operou foi condenado a pagar uma indemnização de 100 mil euros.

## Na cultura popular
O vocabulário de Manuel Machado chamou a atenção dos Gato Fedorento, que fizeram um sketch sobre o seu discurso, estando imanente à sátira a necessidade de consultar um dicionário quando ele discursa, devido à riqueza de palavras usadas quando se expressa.